# Моисеев, Олег Владимирович
Олег Владимирович Моисеев (24 июля 1922 — 25 ноября 2005) — командир звена 175-го гвардейского штурмового авиационного полка (11-я гвардейская штурмовая авиационная дивизия, 16-я воздушная армия, 1-й Белорусский фронт), гвардии старший лейтенант.

## Биография
Родился 24 июля 1922 года в городе Астрахань в семье служащего. Окончил среднюю школу № 12, учился в Астраханском аэроклубе.
В армии с июня 1940 года. Участник Великой Отечественной войны. Воевал на Центральном, Белорусском и 1-м Белорусском фронтах. За время войны совершил 127 боевых вылетов.
За мужество и героизм указом Президиума Верховного Совета СССР от 15 мая 1946 года Моисееву Олегу Владимировичу присвоено звание Героя Советского Союза с вручением ордена Ленина и медали «Золотая Звезда».
Жил в Москве. Умер 25 ноября 2005 года.

## Память
1 сентября 2016 на фасаде СОШ №12 в Астрахани была установлена мемориальная доска надпись о ней гласит: В нашей школе учился Герой Советского Союза Моисеев Олег Владимирович летчик".